# Eleccions legislatives de Gàmbia de 2007
El 25 de gener de 2007 es van celebrar eleccions legislatives a Gàmbia. Van ser triats 48 membres de l'Assemblea Nacional, i altres cinc van ser designats pel president. El resultat va ser una victòria de la governant Aliança per a la Reorientació i la Construcció Patriòtiques (APRC), que va obtenir 42 dels 48 escons.
Després de les eleccions, el president Yahya Jammeh va declarar que «les circumscripcions que van votar a l'oposició no han d'esperar els projectes de desenvolupament del meu govern. Vull ensenyar a la gent que l'oposició a Àfrica no és rendible». Va expressar la seva satisfacció pels resultats i va dir que «els votants han tirat als dos barrils buits de l'Assemblea Nacional»; es creu que això era una referència a la derrota de dos destacats polítics de l'oposició, Halifa Sallah i Hamat Bah. Salleh va atribuir els mals resultats de l'oposició a una divisió en les seves files i va declarar que tenia intenció de retirar-se de la política.

## Campanya
La Comissió Electoral Independent va aprovar un total de 103 candidats. El partit governant, APRC, va ser l'únic que es va presentar als 48 escons, i es va presentar sense oposició en cinc circumscripcions.